# Raión de Tetiiv
Tetiiv (en ucraniano: Тетіївський район) es un raión o distrito de Ucrania en el óblast de Kiev. 
Comprende una superficie de 756 km².
La capital es la ciudad de Tetiiv.

## Demografía
Según estimación 2010 contaba con una población total de 33219 habitantes.

## Otros datos
El código KOATUU es 3224600000. El código postal 09800 y el prefijo telefónico +380 4560.